# The Altar
The Altar è il secondo album in studio della cantante statunitense Banks. È stato pubblicato il 30 settembre 2016 dalla Harvest Records.

## Tracce
1. Gemini Feed – 3:25 (Christopher Taylor, Jillian Banks)
2. Fuck with Myself – 2:55 (Alexander Shuckburgh, Jillian Banks, Tim Anderson)
3. Lovesick – 3:20 (Nate Mercereau, Jillian Banks, Derek Taylor)
4. Mind Games – 4:49 (Christopher Taylor, Jillian Banks, Tim Anderson)
5. Trainwreck – 3:24 (Tim Anderson, Jillian Banks, Dacoury Natche, Aron Forbes, Jesse Rogg)
6. This Is Not About Us – 3:03 (Dacoury Natche, Jillian Banks, Christopher Taylor)
7. Weaker Girl – 4:16 (Tim Anderson, Jillian Banks, Jenna Andrews, Trevor Lawrence Jr., Aron Fobes)
8. Mother Earth – 3:56 (Jillian Banks, Jenna Andrews)
9. Judas – 3:56 (Jillian Banks, Ahmad Balshe, Danny Schofield, Benjamin Diehl, Richard Munoz, Faris Al-Majed, Tim Anderson)
10. Haunt – 3:42 (Dacoury Natche, Jillian Banks, Tim Anderson)
11. Poltergeist – 3:32 (John Hill, Jillian Banks, Tim Anderson)
12. To the Hilt – 4:36 (Christopher Taylor, Jillian Banks)

Tracce bonus nell'edizione deluxe
1. 27 Hours – 3:10 (Christopher Taylor, Jillian Banks, Ahmad Balshe, Danny Schofield, Benjamin Diehl, Richard Munoz, Faris Al-Majed, Tim Anderson)

## Classifiche
| Classifica (2016)         | Posizione massima |
| ------------------------- | ----------------- |
| Australia                 | 8                 |
| Belgio (Fiandre)          | 44                |
| Belgio (Vallonia)         | 110               |
| Canada                    | 12                |
| Francia                   | 118               |
| Germania                  | 56                |
| Nuova Zelanda             | 18                |
| Paesi Bassi               | 77                |
| Regno Unito               | 24                |
| Scozia                    | 45                |
| Stati Uniti               | 17                |
| Stati Uniti (alternative) | 6                 |
| Stati Uniti (independent) | 9                 |
| Svizzera                  | 2                 |